# HD196502
HD196502 — хімічно пекулярна зоря спектрального класу A2, що має видиму зоряну величину в смузі V приблизно  5,2.
Вона  розташована на відстані близько 417,1 світлових років від Сонця.

## Фізичні характеристики
Зоря HD196502 обертається порівняно повільно навколо своєї осі. Проєкція її екваторіальної швидкості на промінь зору становить  Vsin(i)= 18км/сек.

## Пекулярний хімічний склад
Зоряна атмосфера HD196502 має підвищений вміст Cr.

## Магнітне поле
Спектр даної зорі вказує на наявність магнітного поля у її зоряній атмосфері.
Напруженість повздовжної компоненти поля оціненої з аналізу
наявних ліній металів становить  545,5± 493,2 Гаус.